# Trigonopeplus paterculus
Trigonopeplus paterculus är en skalbaggsart som beskrevs av Lacordaire 1872. Trigonopeplus paterculus ingår i släktet Trigonopeplus och familjen långhorningar. Inga underarter finns listade i Catalogue of Life.